# Beardmore
Beardmore (Бірдмор) — з 1887 року шотландський виробник виливків, поковок, озброєння, кораблів, локомотивів, літаків, автомобілів та мотоциклів. Штаб-квартира розташована в місті Глазго. У 1930 році компанію купує фірма National Shipbuilders Securities. У 1966 році компанія припинила виробництво автомобілів.

## Заснування компанії. Родина Бірдмор. Виробництво кованих сталевих виливків, броньованих плит та корабельної артилерії

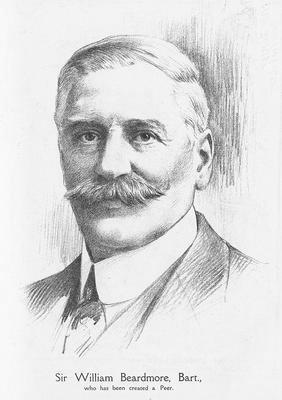
Вільям Бірдмор

Підрозділ Parkhead Forge на сході від Глазго став ядром компанії. Вона була створена як Reoh Brothers & Co у 1837 році, а потім була придбана Робертом Нейпіром у 1841 році для виготовлення поковок і залізних плит для його нової верфі в Говані. Нейпіру було надано контракт на будівництво HMS Black Prince, сестринського корабля до першого справжнього панцерника Королівського флоту, HMS Warrior. У Паркхеді було укладено контракт на виробництво зброї, але він не вдався, тому менеджер Вільям Рігбі звернувся до Вільяма Бірдмора-середнього, який на той час був керівником компанії General Steam Navigation Company в Дептфорді, за допомогою. Бірдмор став партнером у бізнесі і, переїхавши до Глазго, до нього приєднався його брат Ісаак та син Вільям-молодший. Після передчасної смерті Вільяма-середнього Ісаак пішов у відставку, і Вільям-молодший став єдиним партнером. Він заснував компанію William Beardmore & Co у 1886 році. До 1896 року приміщення охоплювали площу 25 акрів (10 га) і були найбільшим металургійним підприємством у Шотландії, що спеціалізувалося на виробництві сталевих поковок для суднобудівної промисловості на річці Клайд. До цього часу вони почали виготовляти сталеву броню та пізніше перемкнулися на виробництво важкої корабельної артилерії, таких як 9,2-дюймова гармата BL Mk IX-X та 15-дюймова морська гармата BL Mk I.

## Суднобудування
У 1900 році компанія Beardmore придбала верф Robert Napier and Sons в Говані, зробивши логічний перехід від основного металургійного бізнесу. У 1900 році Beardmore також почали будівництво того, що стане Військово-морським конструкторським двором у Дальмурі на заході від Клайдбанку, найбільшої та найсучаснішої верфі в Об'єднаному Королівстві. Бойовий корабель HMS Agamemnon був першим замовленням двору у 1906 році. Beardmore з часом продали компанію з Говані верфі Harland and Wolff у 1912 році. Інші відомі військові кораблі, вироблені Beardmore в Дальмурі, включали дредноути HMS Conqueror (1911), HMS Benbow (1913) і HMS Ramillies (1917). У 1917 році Beardmore завершили авіаносець HMS Argus (I49), перший перевізник, який мав повноцінну злітну смугу. Beardmore розширили діяльність в Дальмурі, включивши виготовлення всіх видів зброї та озброєння, на цьому заводі працювало 13 000 чоловік на піку розвитку.
Післявоєнна рецесія вдарила по стійкості фірми, і суднобудівну верф були змушені закрити у 1930 році. Частина ділянки та деякі існуючі будівлі пізніше були включені в компанію ROF Dalmuir, частина використовувалась Генеральним поштовим відомством для їх кораблів для встановлення кабелів.

### Торгові судна
Beardmore також будували нафтові танкери, в тому числі:
- British Commerce, для British Tanker Company, (1922)
- British Enterprise, для British Tanker Company, (1921)
- British Merchant, для British Tanker Company, (1922)
- British Trader, для British Tanker Company, (1921)

## Залізничні локомотиви
В 1920-х роках була зроблена спроба відкрити виробництво залізничних локомотивів в Дальмурі. Двадцять локомотивів класу 4-6-0 були побудовані для Великої Східної залізниці у складі їх class S69. Дев'яносто локомотивів для Лондонської та Північно-західної залізничної станції Prince of Wales Class були побудовані між 1921 і 1922 роками, а також додатковий виставковий локомотив для наступника LNWR (London and North Western Railway) — Лондонської, Мідлендської та Шотландської залізниці у 1924 році. Вони також побудували 90 танкових двигунів «Jinty» для LMS (London, Midland and Scottish Railway) між 1928 і 1929 роками. Виробництво локомотивів Beardmore було невеликим в порівнянні з конкурентами.
| Серійні номери | Рік     | Кількість | Замовник                                            | Клас            | Колісна формула | Номери вагонів                  | Примітки |
| -------------- | ------- | --------- | --------------------------------------------------- | --------------- | --------------- | ------------------------------- | --- |
| 100–134        | 1920    | 35        | Східно-Індійська залізниця                          | HGS             | 2-8-0           | 1520–1554                       | пізніше індійські 26729–26763. |
| 135–154        | 1920–21 | 20        | Велика Східна залізниця                             | S69             | 4-6-0           | 1541–1560 не за порядком        | для LNER 8541–8560 у 1923 році; перенумерований на 1541–1560.                                                                                 |
| 174–263        | 1921–22 | 90        | Лондонська і Північно-Західна залізниця             | Prince of Wales | 4-6-0           | Різні                           | для LMS 5755–5844 (не за порядком) у 1923 році                                                                                                |
| 264–268        | 1923    | 5         | Залізниця Бірми                                     | Ns              | 0-6-6-0         | 16–20                           | Манометри Маллет |
| 269–293        | 1923    | 25        | Бомбейська, Бародська та Центральна залізниця Індії | H (BESA HP)     | 4-6-0           | 540–564                         | пізніше індійські 2430–24331 |
| 294–295        | 1923    | 2         | Мадраська і Південна залізниця Mahratta             | W (BESA HP)     | 4-6-0           | 784–785                         | пізніше індійські 24638–24639 |
| 296–298        | 1923    | 3         | Східна бенгальська залізниця                        | LS (BESA HP)    | 4-6-0           | 31–33                           | |
| 299–303        | 1924    | 5         | Північно-Західна залізниця                          | HPS             | 4-6-0           | 2875–2879                       | три для Східної Пенджабської залізниці 2815–2817, пізніше індійські 24400–24402.                                                              |
| 304            | 1924    | 1         | Виставковий локомотив                               | Prince of Wales | 4-6-0           |                                 | для LMS 5845. |
| 305–324        | 1927    | 20        | Лондонська і Північно-Східна залізниця              | N7/3            | 0-6-2T          | 2642–2661                       | перенумеровані на 9683–9702 у 1946 році |
| 325–414        | 1928–29 | 90        | Лондонська, Мідлендська і Шотландська залізниця     | 3F              | 0-6-0T          | 16600–16624, 16685–16749        | перенумеровані на 7517–7541, 7602–7666 |
| 417–460        | 1930    | 44        | Східно-Індійська залізниця                          | XE              | 2-8-2           | 2016–2031, 1981–2003, 2032–2036 | пізніше індійські 22536–22551, 22501–22523, 22552–22556                                                                                       |
| 461–486        | 1930–31 | 26        | Північно-Західна залізниця                          | XC              | 4-6-2           | 1842–1867                       | 1842–51/55/56/58–64/66 для Пакистану після розділу Британської Індії; решта для Східної Пенджабської залізниці, пізніше індійські 22245–22250 |
| 487–490        | 1931    | 4         | Бомбейська, Бародська та Центральна залізниця Індії | XC              | 4-6-2           | 613–616                         | пізніше індійські 22241–22245 |
| 491–492        | 1931    | 2         | Східно-Індійська залізниця                          | XC              | 4-6-2           | 1948–1949                       | пізніше індійські 22201–22202 |
| 493–494        | 1930    | 2         | Північно-Західна залізниця                          | DL              | B-B (de)        | 30–31                           | 350 к.с. (261 кВт). Перенумеровані на 330–331                                                                                                 |

Спільно з US та Canadian Westinghouse були розроблені дизельні двигуни та встановлені для використання залізничних самохідних машин. Канадська національна залізниця мала два зчленовані локомотиви, оснащені двигунами Beardmore 320 к.с., вісім локомотивів з двигунами, потужністю 185 к.c., а також сім локомотивів з двигунами, потужністю 300 к.с. Кілька американських залізниць мали самохідні машини, оснащені двигунами Westinghouse, виготовленими за конструкцією Beardmore.

## Авіація
Компанія вперше зайнялась авіацією у 1913 році, коли вона придбала британські права на виробництво авіаційних двигунів Austro-Daimler, а пізніше — на літаки D.F.W.

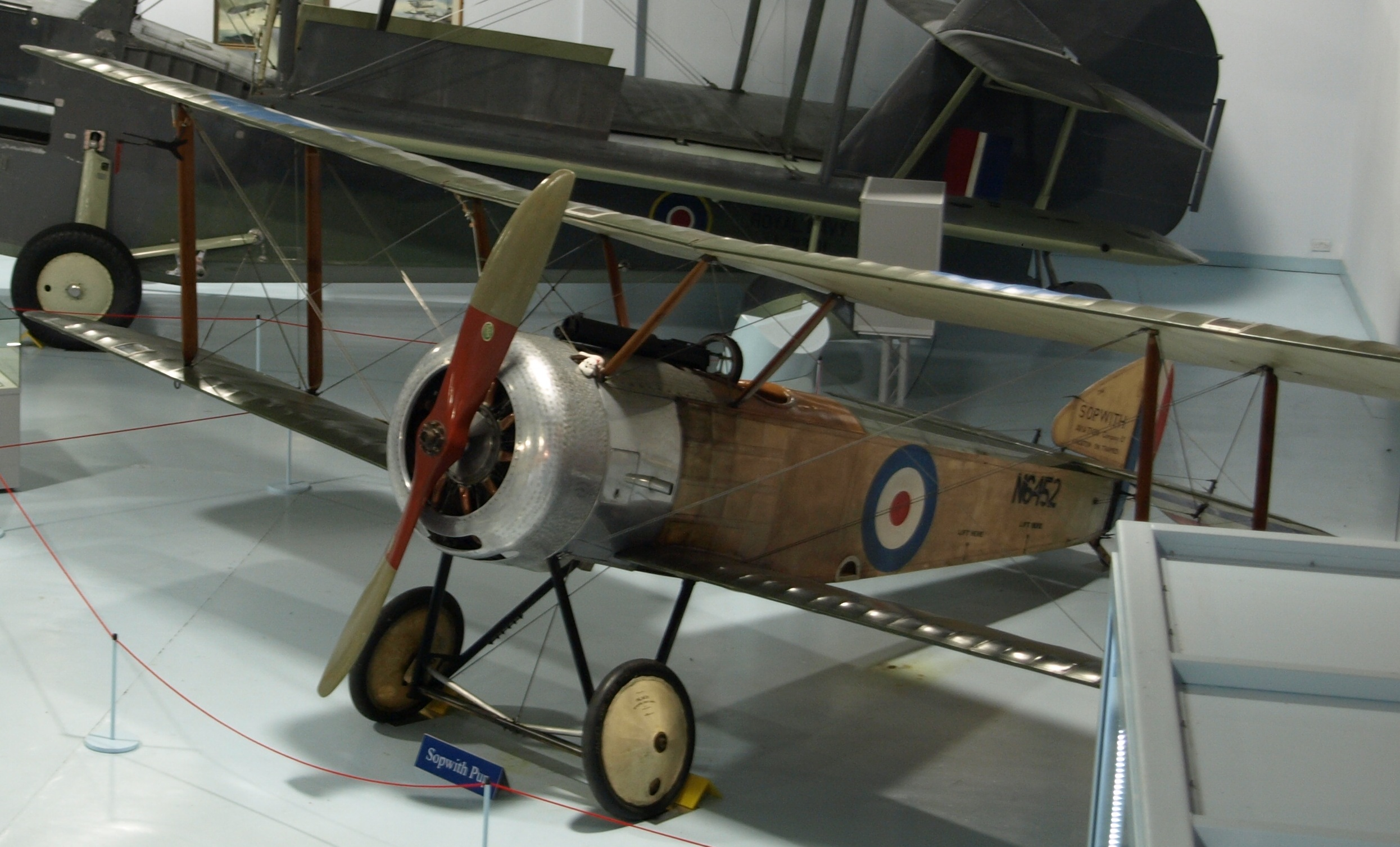
Літак Sopwith Pup

Пізніше виготовляли за ліцензією літаки Sopwith Pup у Дальмурі. Згодом компанія розробила корабельну версію Pup — Beardmore W.B.III. Сто з цих літаків було випущено та доставлено до Королівської військово-морської авіації (RNAS). Beardmore також побудували за ліцензією 50 літаків Nieuport 12, що включали багато власних вдосконалень, однак виробництво було затримане настільки, що до моменту введення в експлуатацію літаки були застарілими і, в основному, використовувалися як навчальні або були поміщені на зберігання та ніколи не використовувались.
Компанія побудувала та запустила Інчіннанську станцію з конструювання дирижаблів в Інчіннані, що в Ренфрюширі. Вона випустила дирижаблі R27, R32, R34 та R36.
У 1924 році компанія придбала ліцензію на виробництво конструкції з натягнутою шкірою за принципами компанії Rohrbach. У Beardmore було здійснено замовлення на двох літаючих човнів з використанням цієї конструкторської ідеї. Перший літальний апарат був побудований для фірми компанією Rohrbach Metal Airplane Company у Копенгагені, другий Beardmore побудували самостійно, і доставили обидва в RAF як Beardmore Inverness. Крім того, великий експериментальний металевий тримоторний транспортний літак був розроблений та побудований в Дальмурі та доставлений до Королівських ВПС як Beardmore Inflexible. Beardmore виготовили лінійку авіадвигунів, включаючи Cyclone, Meteor, Simoon, Tornado (використовувався на дирижаблі R101), Typhoon і Whirlwind.

## Дорожні транспортні засоби
У 1917 році Beardmore купили Sentinel Waggon Works, виробника парових залізничних локомотивів, вагонів та автотранспорту. У 1919 році був оголошений ряд автомобілів, який повинна була виготовляти дочірня компанія Beardmore Motors Ltd, розташована на заводах у Глазго та його околицях — Анієсленді, Котбриджі і Пейслі.

### Автомобілі та таксі

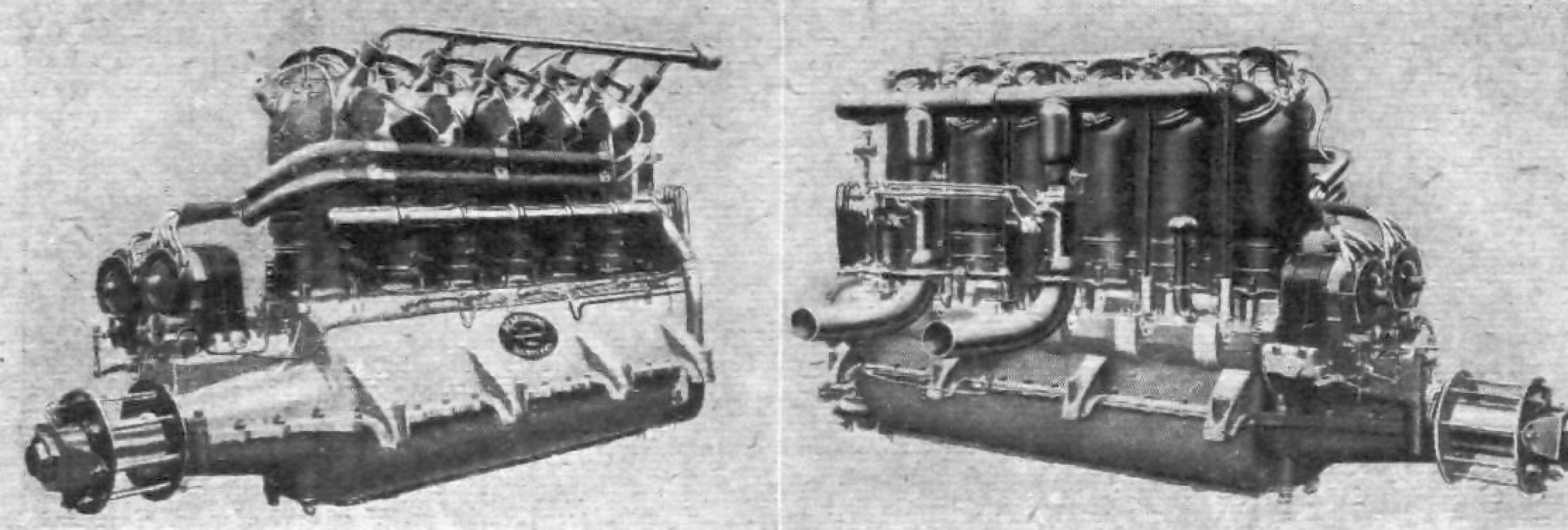
Двигун Beardmore 160HP

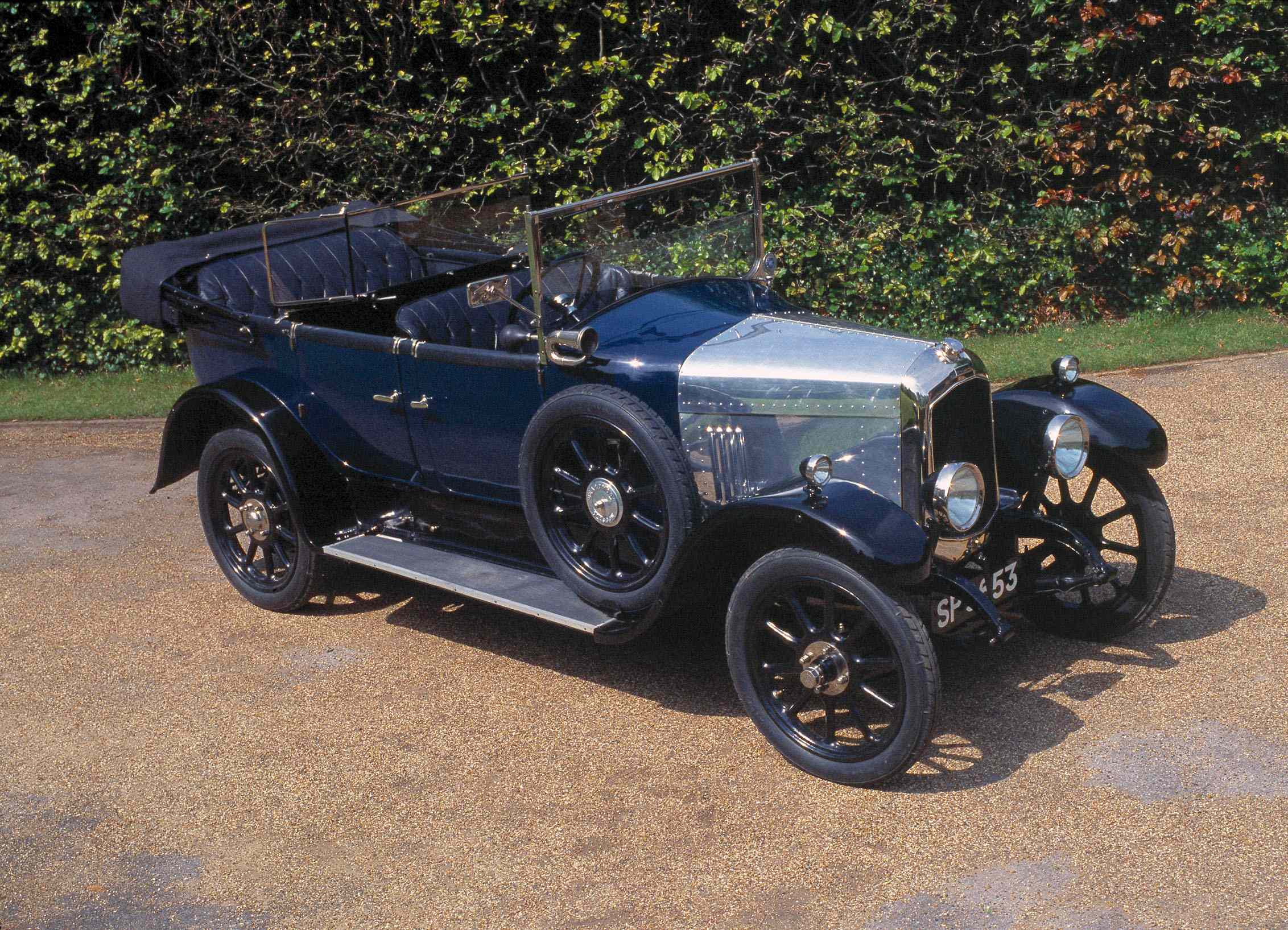
Beardmore 12/30HP

Після Великої війни Beardmore виготовляли автомобілі та лондонські таксі під власною назвою. Перший автомобіль був 1486-кубовим, чотирициліндровим 11.4, який мав двигун з верхнім розподільним валом (OHC). Він виготовлявся в Анієсленді, що поблизу Глазго, і був представлений в Олімпії у 1919 році. Привод розподільного вала за допомогою іншого вала виявився ненадійним, і його замінили ланцюгом. Двигун був збільшений у об'ємі до 1854 см3. Автомобіль, перейменований на 12/30, був випущений в червні 1923 року. Цей новий двигун використовувався в 1923 році на новому Super Sports. Він коштував 750 фунтів стерлінгів, кожний автомобіль мав сертифікат, який гарантував, що він проїхав коло траси Бруклендс на швидкості 110 км/год. Високомодифікована версія Super Sports з 2-літровим двигуном побила рекорд на підйомі на пагорб Шелзлі Уолш у 1924 році.
Завод в Анієсленді був закритий до 1925 року, і виробництво автомобілів було перенесено на завод таксі в Пейслі, де була випущена нова модель 14.40, з двигуном із бічними клапанами та алюмінієвою головкою блока циліндрів, об'ємом 2297 см3. Двигун був збільшений до 2391 см3 у 1925 році, а автомобіль перейменували на 16.40. Пропонувалося два стандартних кузова: седан Stewart та лімузин Lomond. Великий чотирициліндровий 4072-кубовий автомобіль Thirty був зроблений в Котбриджі у 1920 році, але він був невдалим і був скасований.
Виробництво таксі Beardmore почалося в Пейслі у 1919 році з автомобілем, який пізніше став відомим як Mk1. Він був розроблений, щоб задовольнити вимоги міської поліції Лондона створити придатні таксі. Це був дуже міцний і надійний автомобіль, він заробив собі назву «Rolls-Royce серед таксі». Також було зроблено цивільну версію Country та легкий фургон Colonial. Модель був замінена у 1923 році на Mk2, який мав абсолютно нове шасі, яке використовувалося новим модельним рядом легких вантажних автомобілів та автобусів. Після зміни вимог міської поліції Beardmore представили нову модель — Mk3 «Hyper». Він мав менший 2-літровий двигун з бічними клапанами і був легшим та економічнішим у використанні.

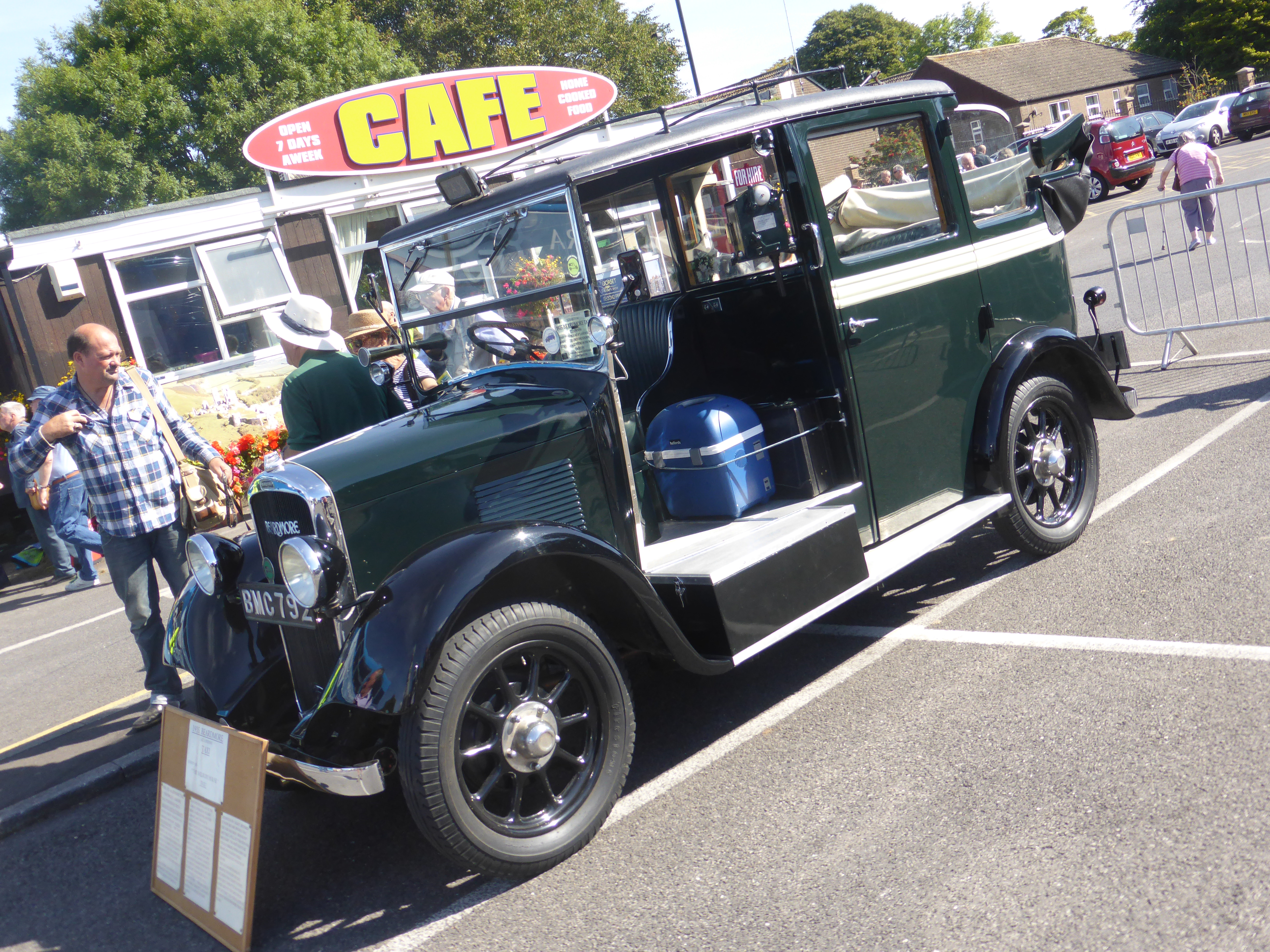
Beardmore Mk5 Paramount Ace

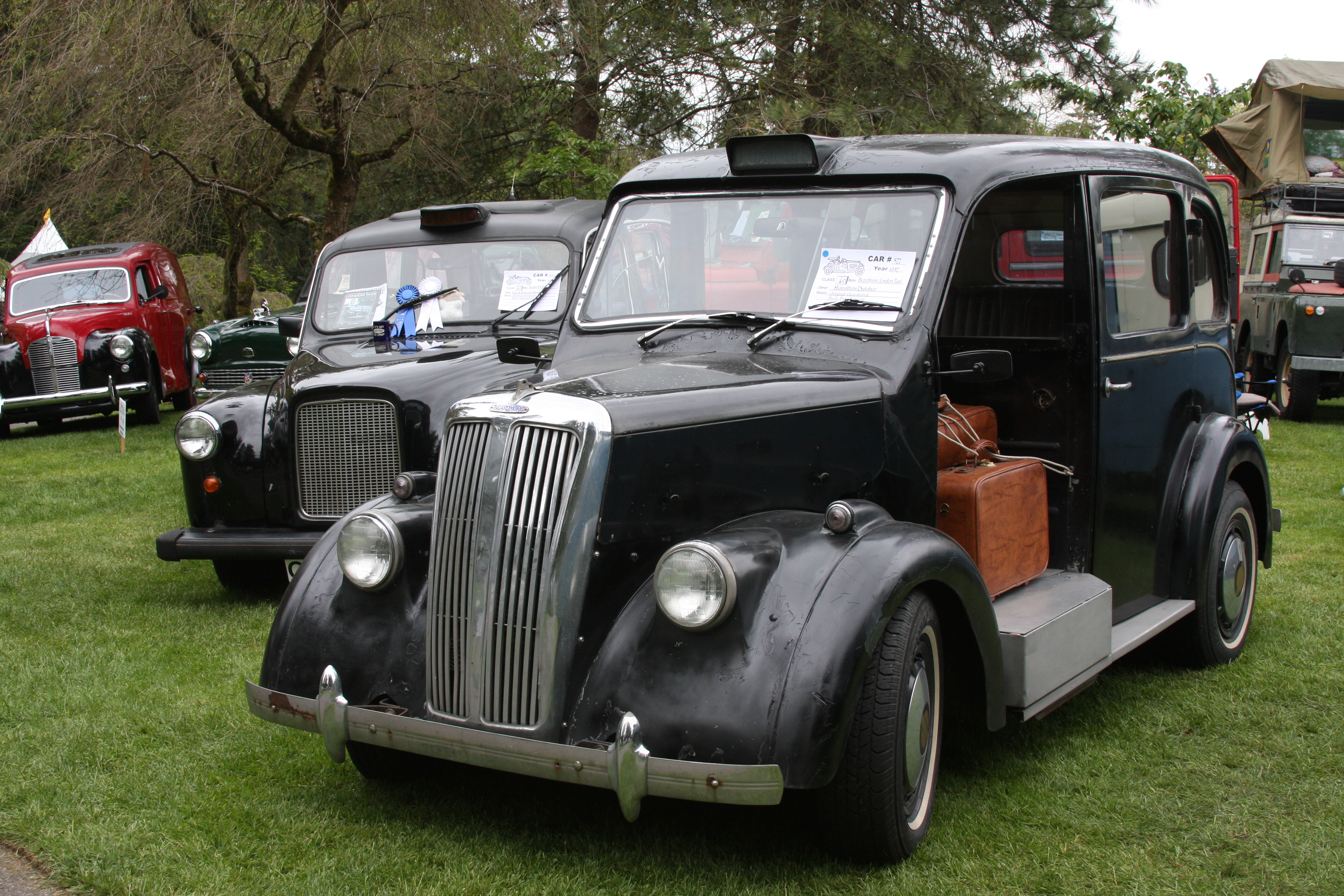
Beardmore Mk6 Ace

Після відходу Вільяма Бірдмора від правління його компанією в 1929 році Beardmore Motors була викуплена його директорами, а виробництво таксі було переміщено з Шотландії до Хендона, Північний Лондон. Тут в 1932 році була представлена нова модель Mk4 Paramount, який був оновленим Mk3 з 2-літровим двигуном та коробкою передач Commer. У 1935 році був представлений Mk5 Paramount Ace з новим шасі з довшою колісною базою та з таким же двигуном. У 1938 році з'явився Mk6 Ace, який мав значні зміни. У 1930-х роках Beardmore стали називати «возом продавця овочів», тому що «все найкраще було спереду».

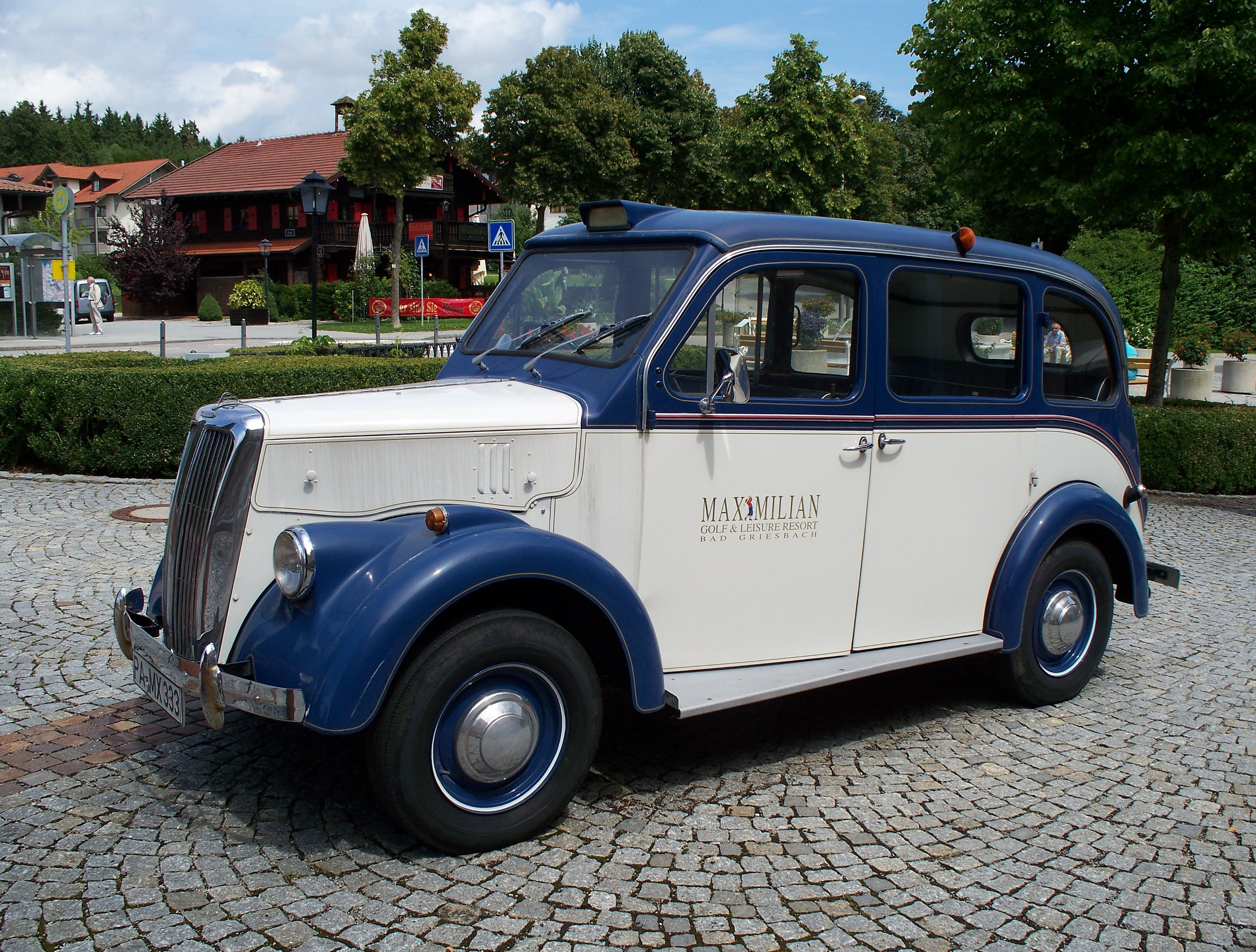
Beardmore Mk7 Paramount

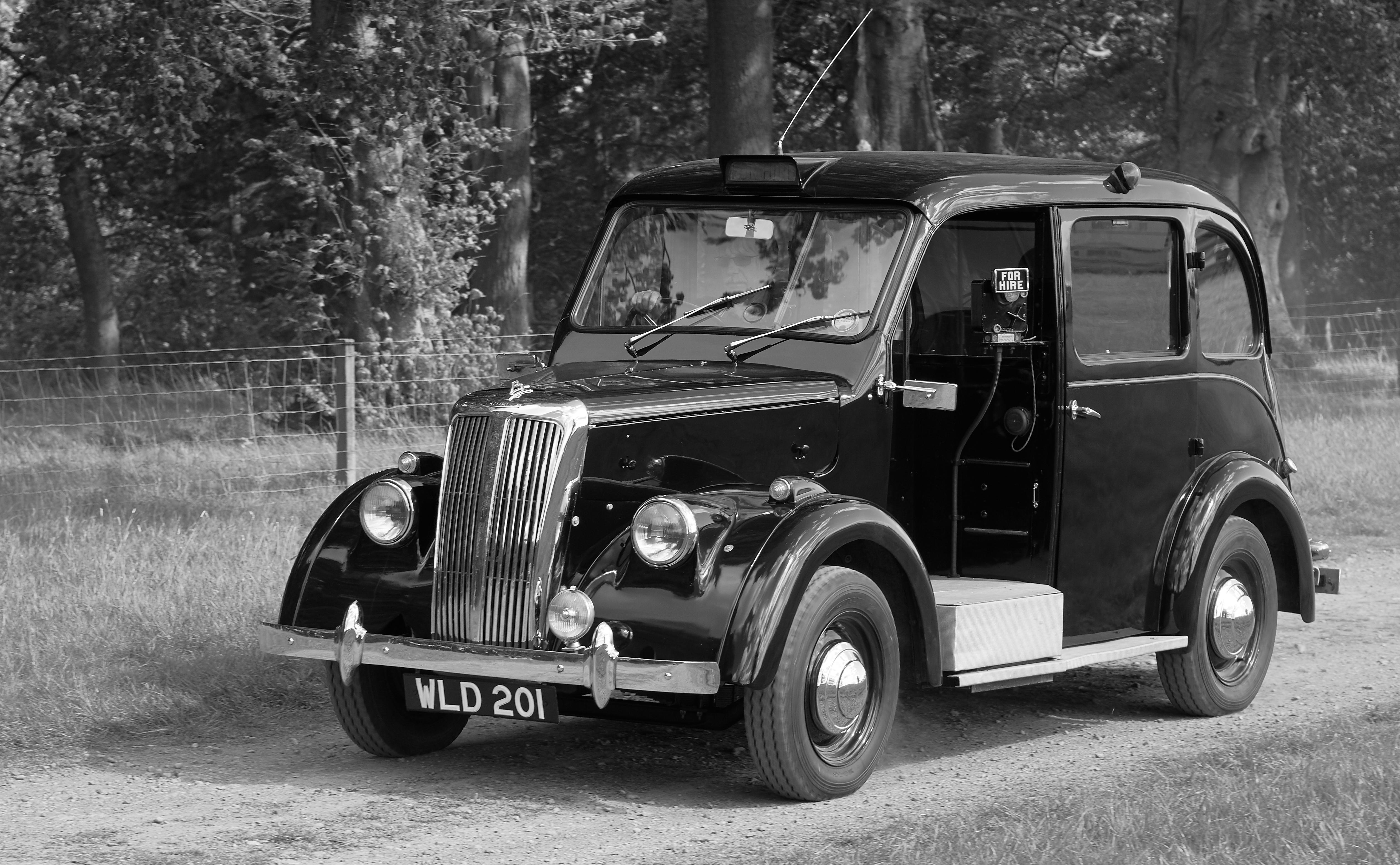
Beardmore Mk7 Paramount

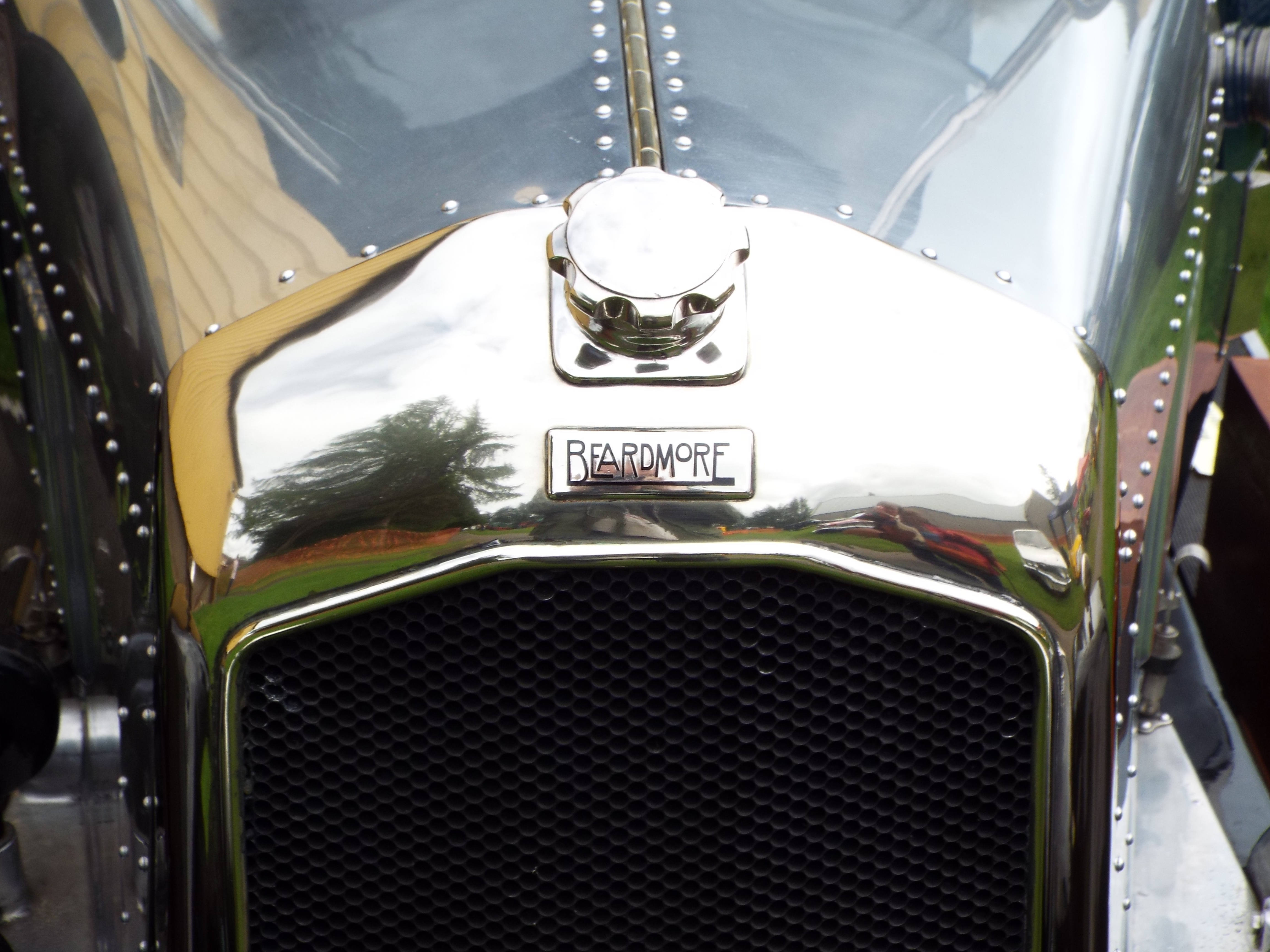
Логотип Beardmore

Після Другої світової війни Beardmore Motors продавали та обслуговували нові таксі Nuffield Oxford, поки новостворена компанія British Motor Corporation не прибрала їх на користь власних Austin FX3. Beardmore Motors згодом повернулися до виготовлення своїх власних таксі. Модель, яку вони представили в 1954 році, була Mk7 Paramount, яка мала традиційний стиль кузова з алюмінієвими панелями на ясеневій рамі, зроблений компанією Windover. Двигун був з Ford Consul Mk1 (пізніше — з Consul Mk2 та Ford Zephyr 4), а з 1956 року пропонувався дизельний двигун Perkins, об'ємом 4,99 літра. У тому ж році виробництво кузовів було прийнято компанією Weymann з Адлстона. Незабаром там здійснювалось виробництво всіх таксі. У 1966 році, коли фірма Metropolitan-Cammell купила компанію Weymann, виробництво таксі було перенесено на фабрику Metro Cammell з Бірмінгема, де воно закінчилося наприкінці 1966 року. Остаточна продукція Mk7 склала трохи більше 650 таксі.

### Мотоцикли

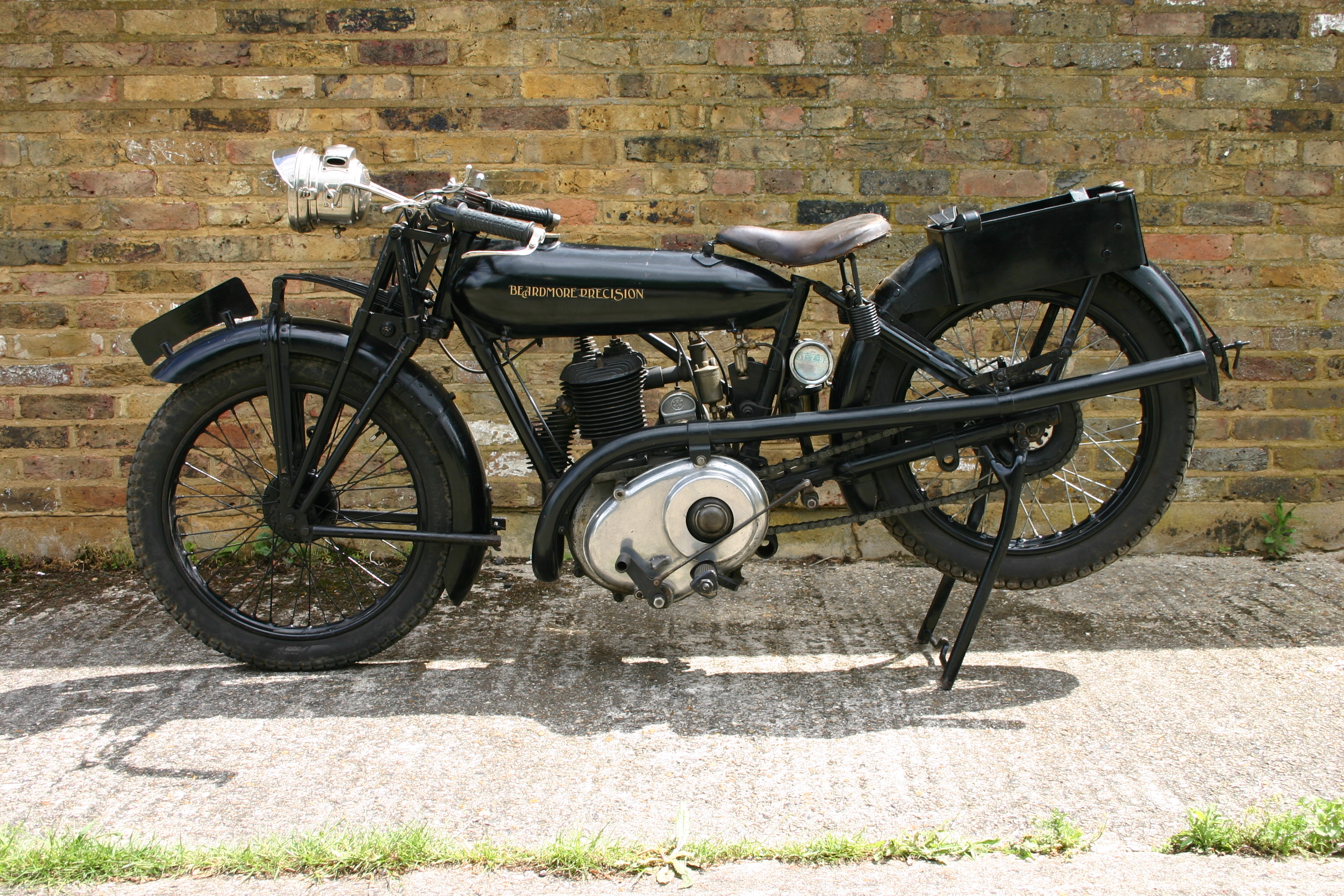
Мотоцикл Beardmore Precision

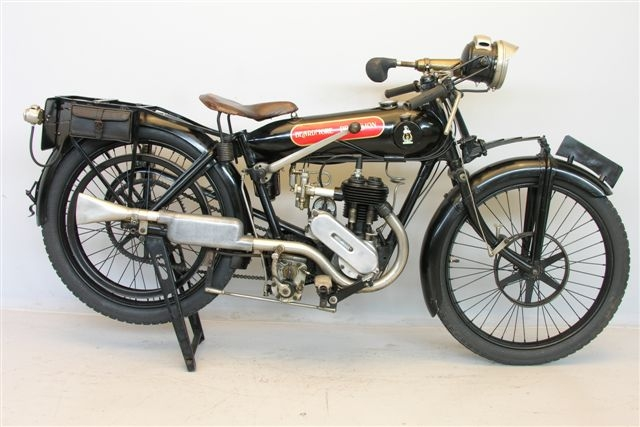
Мотоцикл Beardmore Precision 350cc

Між 1921 і 1924 роками Beardmore взялися за виробництво модельного ряду мотоциклів Precision, розробленого Френком Бейкером. Продавали їх як Beardmore Precision. Об'єм двигунів коливався від 250 см3 до 600 см3. Вони також поставляли двигуни кільком виробникам мікроавтомобілів. Після того, як Beardmore припинили виробництво, Бейкер заснував власну компанію та відновив виробництво.

### Дизельні двигуни
Незважаючи на те, що двигуни на важкому паливі виготовлялися з ранніх років століття для цілей виробництва електроенергії, під час фінансової кризи був розроблений ряд автомобільних дизелів. Банк Англії замовив консультацію у інженера Гаррі Рікардо для проведення оцінки цього, і він оприлюднив переважно позитивний результат. Найбільшим замовником компанії Beardmore Engine з Дальмура була Glasgow Corporation, яка протягом 1934 року придбала 30 6-циліндрових 90-сильних двигунів на шасі Albion Venturer M81, але надійність була такою низькою, що через п'ять років всі двигуни були замінені на 8,6-літрові Leyland.

## Занепад і закриття
Різні компанії Бірдмора виявилися збитковими внаслідок кризи після Першої світової війни, в результаті чого компанія зіткнулася з банкрутством. Фінансова допомога спочатку надійшла від компанії Vickers Limited, яка отримала 60-відсоткову частку в Beardmore, перш ніж забрала її наприкінці 1920-х років. Бірдмор був відсторонений від виконавчого контролю над своєю компанією Банком Англії. Більшість різноманітних підрозділів Beardmore були закриті в найближчі кілька років до виходу на пенсію та смерті Бірдмора в 1936 році, хоча деякі продовжували існувати.

### Дальмурська корабельня
Криза британської суднобудівної промисловості після Першої світової війни спричинила утворення компанії з метою взяття під контроль і ліквідації збиткових корабелень для зменшення потужності та конкуренції. Була створена компанія National Shipbuilders Securities Ltd під керівництвом сера Джеймса Літгоу, власника суднобудівного гіганта Lithgows, Limited. Компанія придбала верф Beardmore в Дальмурі у 1930 році, і верф була закрита, а її об'єкти були розібрані, хоча різноманітні морські машинобудівні роботи проводилися на місці до 1936 року. Дальмурська верф знову відновила роботу як ROF Dalmuir в 1939 році і була згодом продана компанії Babcock & Wilcox у 1957 році, вона продовжувала працювати там, поки не переїхала у нові приміщення у Ренфрю в 1969 році. Протягом 1970-х років приміщення були перетворені в Clydebank Industrial Estate, а в останні роки тут була розташована Золота ювілейна лікарня та готель Beardmore.

### Parkhead Forge
Сер Джейм Літгоу придбав облігації Beardmore у Банку Англії на вигідних умовах в 1934 році, взявши контроль над залізними і сталевими активами Beardmore, включаючи колишню центральну частину імперії Beardmore — Parkhead Forge. У Parkhead Forge Джеймс виявив молодого технічного керівника Яна МакГрегора, який переміг страйк, керувавши краном самостійно протягом двох тижнів. Коли Джеймс розвинув свою кар'єру, МакГрегор пішов і став великим промисловим діячем.

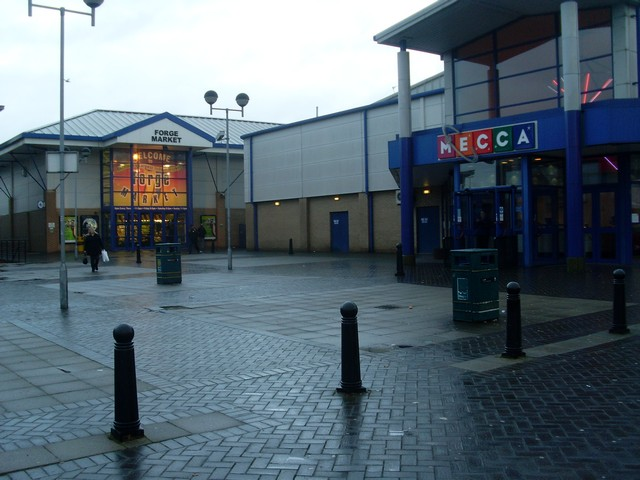
Торгівельний центр Forge

Після того, як Parkhead Forge була націоналізована корпорацією Iron and Steel Corporation of Great Britain між 1951 та 1954 роками, вона була придбана компанією Firth Brown Steels з Шеффілда у 1957 році, до того як Forge була остаточно закрита у 1983 році, коли Firth Brown об'єднали свої компанії в Шеффілді. Пізніше земля стала торгівельним центром Forge, який відкрився у 1988 році.

## Архіви
Архіви William Beardmore and Company зберігаються у Архівах університету Глазго (GUAS).

## Продукція Beardmore

### Літаки

#### Власні проекти
- Beardmore W.B.1
- Beardmore W.B.1a
- Beardmore W.B.2
- Beardmore W.B.III (найбільш успішна конструкція)
- Beardmore W.B.IV
- Beardmore W.B.V
- Beardmore W.B.VI
- Beardmore W.B.VII
- Beardmore W.B.IX
- Beardmore W.B.XXIV Wee Bee
- Beardmore W.B.XXV
- Beardmore W.B.XXVI

#### Ліцензійні конструкції
- Beardmore Inflexible (Rohrbach)
- Beardmore Inverness (Rohrbach Ro IV)
- Handley Page V/1500
- Nieuport 12
- Royal Aircraft Factory B.E.2C
- Sopwith Camel
- Sopwith Pup
- Wight Seaplane

### Авіаційні двигуни
- Beardmore Adriatic
- Beardmore Cyclone
- Beardmore Meteor
- Beardmore Simoon
- Beardmore Tornado (використовувався на дирижаблі R101)
- Beardmore Typhoon
- Beardmore Whirlwind

### Дирижаблі
- R24r
- R27
- R32
- R34
- R36

## Список автомобілів Beardmore
- 1919 — Beardmore 11.4HP
  - Beardmore Mk1
- 1920 — Beardmore Thirty
- 1923 — Beardmore 12/30HP
  - Beardmore Super Sports
  - Beardmore Mk2
- 1925 — Beardmore 14/40HP
  - Beardmore 16/40HP
  - Beardmore Mk3 Hyper
- 1932 — Beardmore Mk4 Paramount
- 1935 — Beardmore Mk5 Paramount Ace
- 1938 — Beardmore Mk6 Ace
- 1954 — Beardmore Mk7 Paramount

## Галерея
|  |  |

|  |  |  |  |
|  |  |  |  |

|  |  |  |  |

|  |  |  |  |
|  |  |  |  |
|  |  |  |  |

|  |  |  |  |

|  |  |  |  |